# 何塞·尤吉尼奧·埃勞里
何塞·尤吉尼奧·埃勞里（José Eugenio Ellauri，1834年11月15日—1894年12月27日）是烏拉圭政治人物。何塞·尤吉尼奧·埃勞里出生於烏拉圭首都蒙特維多，是烏拉圭紅黨的成員。1873年至1875年擔任烏拉圭總統。

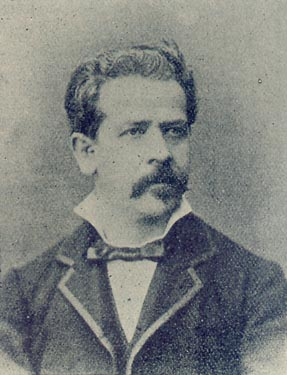
何塞·尤吉尼奧·埃勞里